# Robert Lynn Carroll
Robert Lynn Carroll (Kalamazoo, 5 maggio 1938 – Montréal, 8 aprile 2020) è stato un paleontologo statunitense, specialista nello studio di anfibi e rettili del Paleozoico e Mesozoico.

## Biografia
La sua passione per la paleontologia si manifestò già in tenera età, grazie al padre che lo introdusse all'argomento regalandogli una piccola collezione di fossili; all'età di 8 anni ricevette come dono di Natale il femore di un Allosaurus , e nel corso della sua infanzia mise insieme una collezione che occupava due stanze della casa.

Completati gli studi superiori, Carroll si iscrisse alla Università del Michigan ove nel 1959 conseguì la laurea in geologia. Da qui si trasferì ad Harvard, dove approfondì gli studi. In seguito lavorò per un breve periodo al British Museum di Londra, per poi trasferirsi nel 1964 a Montréal ove nel 1965 assunse la direzione della sezione di paleontologia del Redpath Museum, una delle più antiche strutture museali del Canada. Nel 1985 venne nominato direttore del Redpath Museum, incarico che manterrà sino al 1991.
Nel 1987 ottenne la cattedra di zoologia presso la McGill University, ruolo da lui occupato sino al 2003, anno del suo pensionamento. Continuò tuttavia a collaborare con la sezione paleontologica del Redpath Museum.
Carroll è morto l'8 aprile 2020 a Montreal, a causa delle complicazioni del COVID-19.

## Riconoscimenti
Nel corso della sua carriera ebbe numerosi riconoscimenti tra cui il Premio Charles Schuchert della Paleontological Society (1978), la Medaglia Elkanah Billings della Geological Association of Canada (1991), la Medaglia Willet G. Miller della Royal Society of Canada (2001), e la Medaglia Romer-Simpson della Society of Vertebrate Paleontology (2004).

## Pubblicazioni
- Carroll R.L. 1988. Vertebrate Paleontology and Evolution. W. H. Freeman and Co. New York.
- Stearn C. and Carroll R.L. 1989. Paleontology: The Record of Life. John Wiley and Sons. New York.
- Carroll R.L., Patterns and Processes of Vertebrate Evolution, Cambridge University Press, 1997, pp. 448 (link su google books)
- Carroll R.L. 2000. Amphibian Biology, vol 4, Palaeontology, The Evolutionary History of Amphibians, Surrey Beatty & Sons
- Carroll R.L. 2009. The Rise of Amphibians. 365 Million years of Evolution. The Johns Hopkins University Press.